# Palestrina

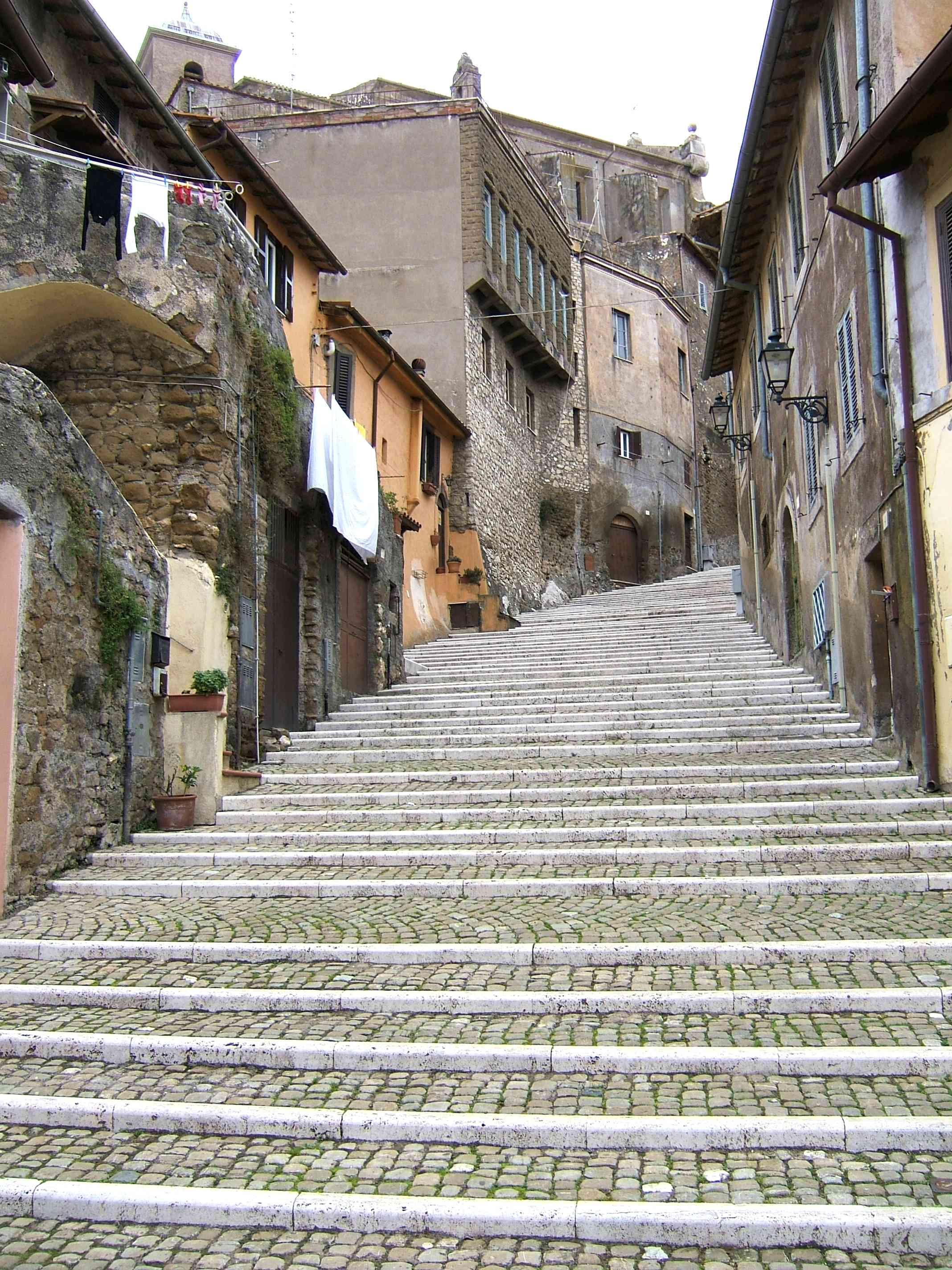
Palestrina

Palestrina – miasto i gmina w środkowych Włoszech, dawne Praeneste, leżące na zboczu Apeninów, w regionie Lacjum (obecnie Lazio), w prowincji Rzym, 37 km na wschód od Rzymu, z którym w starożytności łączyła je Via Praenestina. Według danych z roku 2004 gminę zamieszkiwało 16 469 osób, 358 os./km².

## Historia
Tradycja wywodzi historię miasta z czasów mitycznych: jego założycielem miał być Caeculus. Najstarsze znaleziska archeologiczne pochodzą z epoki późnego brązu. Niezwykle bogate pochówki typu etruskiego, datowane na VII wiek p.n.e. wskazują, że w owym czasie było to miasto przodujące w swoim regionie.
W IV w. p.n.e. miasto stoczyło wiele bitew z Rzymem. Podczas wojny latyńskiej poniosło klęskę i straciło część swego terytorium; zostało jednak potraktowane dość łagodnie. Obywatelstwo rzymskie otrzymało po roku 90 p.n.e. W czasie wojen domowych był tam oblegany Mariusz, a miasto zostało zdobyte przez Sullę (82 p.n.e.); większość mężczyzn została wtedy wymordowana, a resztę przesiedlono na niżej położone tereny; na terenie Praeneste założono kolonię dla weteranów Sulli.
Później znajdowała się tam willa cesarska, a Praeneste stało się ulubionym miejscem letniego wypoczynku dla bogatych Rzymian (bywał tam August, Hadrian i Pliniusz Młodszy). Miasto stanowiło centrum kultu Fortuny Primigenii. Jej świątynia wraz z wyrocznią otoczone były wspaniałym kompleksem budynków wznoszących się na zboczu wzgórza.
W średniowieczu miasto zmieniło nazwę na Palestrina; zostało zdobyte przez Longobardów, a w XI wieku przeszło w posiadanie rodziny Colonna. Ich częste rebelie przeciwko papiestwu powodowały, że Palestrina była kilkakrotnie niszczona. W 1297 zniszczeń dokonano na rozkaz papieża Bonifacego VIII, w 1436 zniszczył je Giovanni Vitelleschi. Odbudowane w 1447 roku, zostało ponownie zniszczone w 1527. W 1556 Palestrinę okupował książę Alba. W 1630 roku miasto kupił Carlo Barberini, brat papieża Urbana VIII.

## Miasta partnerskie
- Bièvres
- Füssen